# Tamasane
Tamasane è un villaggio del Botswana situato nel distretto Centrale, sottodistretto di Serowe Palapye. Il villaggio, secondo il censimento del 2011, conta 1.144 abitanti.

## Località
Nel territorio del villaggio sono presenti le seguenti 9 località:
- Bokamoso Farm di 2 abitanti,
- Lechana di 211 abitanti,
- Maotokgonyana di 88 abitanti,
- Mosamo di 11 abitanti,
- Mosojane,
- Palamaokue di 7 abitanti,
- Sepadi / Stanley's Farm di 7 abitanti,
- Tenjani,
- Toromole di 4 abitanti